# William Parker (Pirat)
William Parker (* um 1560 bei Plymouth; † 24. September 1618 auf See) war ein englischer Pirat, Freibeuter, Bürgermeister und Vizeadmiral im spätelisabethanischen Zeitalter.

## Leben
William Parker stammte aus einer kleinadeligen Familie aus dem Süden Englands. In der Hafenstadt Plymouth schlug er zunächst den Beruf eines Händlers ein. Er kam jedoch in Kontakt mit Francis Drake und nahm an dessen Belagerung der spanischen Hafenstadt Cádiz (12. April bis 16. Juni 1587) teil. In den 1590er Jahren beteiligte er sich an mehreren Kaperfahrten in die Karibik, bei denen er u. a. die Städte Puerto Cortés (Honduras), Campeche (Yucatán, Mexiko) und Portobelo (Panama) angriff und ein Schiff der spanischen Silberflotte erbeutete. Auf seinem Rückweg nach England beschlagnahmte er ein portugiesisches Sklavenschiff, für das er Lösegeld erhielt. Nach seiner Rückkehr (1601) wurde er für kurze Zeit zum Bürgermeister (mayor) von Plymouth gewählt. Im Jahr 1606 war er Gründungsmitglied der Virginia Company, die die Gründung von Kolonien auf dem nordamerikanischen Festland betrieb. Er wurde zum Vizeadmiral ernannt, doch auf einer Reise zu den Inseln des heutigen Indonesiens erkrankte er und verstarb.